# تفكير تقاربي
التفكير التقاربي القدرة على إعطاء جواب «صحيح» على أسئلة قياسية لا تتطلب إبداعا. مثلا، معظم المهام الدراسية واختبارات الخيارات المتعددة المستعملة في اختبارات الذكاء. التفكير التقاربي عكس التفكير التباعدي. والتسمية الإنكليزية Convergent thinking ابتكرها جوي بول جيلفورد.

## صلة
التفكير التقاربي هو نوع من التفكير يركز على الخروج بالجواب المفرد الثابت لمشكلة ما. يهدف هذا التفكير لاشتقاق الجواب المفرد الأفضل أو الأكثر صحة للسؤال المطروح. يتطلب هذا التشديد على السرعة والدقة والمنطق، والتركيز على إدراك التقنيات المألوفة معادة التطبيق، وتراكم المعلومات المخزنة.
يُعتبر هذا التفكير أكثر تأثيرًا في الحالات التي يكون فيها الجواب موجودًا مسبقًا ويحتاج للتذكر فقط أو الاستنباط عبر استراتيجيات صنع القرار. هناك ناحية حساسة في التفكير التقاربي تتمثل بالوصول إلى الإجابة المفردة الأفضل، دون أن تترك مجالًا للغموض. في ضوء هذه التعريف، تكون الأجوبة إما صحيحة أو خاطئة. يكون الحل الناتج في نهاية عملية التفكير التقاربي أفضل جواب ممكن في غالب الأحيان.
يرتبط التفكير التقاربي أيضًا مع المعرفة إذ يشمل معالجة المعارف الموجودة بواسطة العمليات المعيارية. المعرفة هي نوع مهم آخر من الإبداع، فهي مصدر الأفكار، وهي التي تقترح وسائل الحل، وتوفر معايير التأثير والإبداع. يعتبر التفكير التقاربي أداةً لاستخراج حلول المشاكل. عندما يستخدم فرد التفكير النقدي لحل مشكلة ما فهو يستخدم المعايير والاحتمالات الموجودة بوعي لإطلاق حكمه، مقارنةً مع التفكير التباعدي، إذ يُرجأ الحكم ريثما يبحث عن حلول عديدة ممكنة ومقبولة.
يُستخدم التفكير التقاربي غالبًا بالترافق مع التفكير التبايني، يحدث التفكير التبايني بشكل نموذجي بأسلوب عفوي مسترسل، إذ تستحدث العديد من الأفكار الإبداعية وتستعرض الحلول الممكنة المتعددة في فترة قصيرة من الزمن، وتستبعد الارتباطات غير المتوقعة. بعد أن تكتمل عملية التفكير التبايني، تُنظم الأفكار والمعلومات وتركب عن طريق التفكير التقاربي ليبدأ استخدام استراتيجيات صنع القرار التي تقود إلى إيجاد الجواب المفرد الأفضل الأكثر صحة.
أمثلة عن التفكير التبايني: استخدام العصف الذهني، الكتابة الحرة، والتفكير الإبداعي في بداية عملية حل المشكلة لتكوين حلول ممكنة يمكن تقييمها لاحقًا. حالما يتوافر عدد كافٍ من الأفكار، يمكن أن يبدأ استخدام التفكير التقاربي. تؤخذ المعرفة والمنطق والاحتمالات واستراتيجيات صنع القرار الأخرى بعين الاعتبار على أنها حلول يجب تقييمها بشكل فردي خلال البحث عن الإجابة الأفضل التي يجب أن تكون بعيدة عن الغموض عند الوصول إليها.

## التفكير التقاربي مقارنةً مع التفكير التبايني

### الشخصية
دُرست الروابط بين الشخصية والتفكير التقاربي والتبايني، وأظهرت النتائج أن هناك ميزات شخصية ترتبط بشكل هام مع التفكير التبايني. وُجد أن الانفتاح والانبساط يسهلان تكوين التفكير التبايني. يقيم الانفتاح الفضول العقلاني، الخيال، الاهتمامات الفنية، التوجهات التحررية، والابتكار.
من غير المفاجئ اكتشاف حقيقة أن الانفتاح هو الرابط الشخصي الأقوى مع التفكير التبايني، إذ اقترحت دراسات سابقة أن الانفتاح يُترجم على أنه بديل عن الإبداع. ورغم أن الانفتاح يرى الاختلافات الفردية من منظور سطحي بدلًا عن الإبداعي، يدل الارتباط الوثيق بين الانفتاح والتفكير التبايني على طريقين مختلفين لقياس النمط ذاته من الإبداع. الانفتاح هو تقرير ذاتي عن تفضيلات التفكير «خارج الصندوق» عند الشخص (أي التفكير المختلف من منظور جديد). تستخدم اختبارات التفكير التبايني قياسات مبنية على مثل هذه الأفكار.
لم يُكشف وجود تأثيرات شخصية على التفكير التقاربي، ما يقترح أن الميزات الشخصية الخمس الكبرى تتنبأ بشكل أفضل بالتفكير التبايني وليس بالتفكير التقاربي، بمعنىً آخر، يستخدم كل أنواع الأفراد التفكير التقاربي دون التأثر بالشخصية.

### النشاط الدماغي
دُرست التغيرات في النشاط الدماغي على عينات خلال قيامهم بالتفكير التبايني والتقاربي. وللقيام بهذا درس الباحثون نماذج من تخطيط أمواج الدماغ «إي إي جي» الناتج عن عينات من المشاركين أثناء قيامهم بمهام التفكير التقاربي والتبايني. كُشفت نماذج مختلفة من التغيرات في تخطيط أمواج الدماغ خلال فحص كل نوع من التفكير، وعند المقارنة مع مجموعة الشواهد التي كانت في وضعية الراحة، لوحظ أن كلا التفكيرين التقاربي والتبايني أنتجا إزالة تزامن هامة في نظم الموجتين ألفا 1 و 2. يحرض التفكير التقاربي زيادة التحام في حزمة زيتا 1 التي كانت أكثر ذيلية وانزياحًا نحو اليمين. على الجانب الآخر، يتظاهر التفكير التبايني بنقص سعة في المناطق الذيلية من القشرة في الحزمتين زيتا 1 و 2. إن الزيادة الكبيرة في السعة والالتحام يشير إلى تزامن وثيق بين كلا نصفي الكرة المخية في الدماغ.
يبدو أن التكوين الناجح للفرضيات خلال القيام بالتفكير التبايني يحرض مشاعرًا إيجابية، تحدث هذه المشاعر بسبب زيادة تعقيد ومقاييس أداء التفكير الإبداعي، والتماسك النفسي بين نصفي الكرة المخية. أخيرًا، إن الهيمنة المكتسبة لنصف الكرة المخية الأيمن و «المحور الإدراكي»، وارتباط الفص القذالي الأيسر مع الجبهي الأيمن على عكس المحور القذالي الأيمن - الجبهي الأيسر المميز للتفكير التحليلي، قد تنعكس على نماذج تخطيط أمواج الدماغ للعمليات العقلية غير الواعية خلال القيام بالتفكير التبايني الناجح.

### الإمكانيات الفكرية
استُخدمت سلسلة من اختبارات الذكاء المعيارية لقياس إمكانيات كلا التفكيرين التبايني والتقاربي عند اليافعين. أشارت النتائج أن العينات التي صُنفت مرتفعة القدرات في التفكير التبايني كان لديها طلاقة كلمات ونقاط قراءة أعلى من الذين صُنفوا أقل قدرة على التفكير التبايني. بالإضافة إلى ذلك، أظهر هؤلاء ذوي القدرات الأعلى في التفكير التبايني معدلات قلق وتبصر أعلى أيضًا. وبالتالي، يمكن أن يتميز الأشخاص ذوي القدرات العالية على التفكير التبايني بنضوج عملياتهم الإدراكية وبقدرتهم على الانضباط جيدًا في الأساليب غير التقليدية.
بالمقابل، أظهر المشاركون في مجموعة التفكير التقاربي متوسط درجات أعلى في سنتهم الدراسية السابقة، وقدرتهم على أداء واجباتهم بسهولة أكبر، وأشاروا إلى أن آباءهم دفعوهم للانخراط بالتعلم بعد المرحلة الثانوية. كانت هذه العلاقات الهامة الوحيدة بخصوص قياسات التفكير التقاربي. يقترح هذا أن الأبعاد الإدراكية مستقلة عن بعضها البعض. يجب أن تركز الدراسات المستقبلية في هذا الموضوع على الأنواع التطورية والإدراكية والثابتة من شخصيات المفكرين التقاربيين والتباينيين، بدلًا من تراكيبهم السلوكية.

### القدرات الإبداعية
قيست القدرات الإبداعية في دراسة استخدمت المهمات التقاربية، والتي تتطلب إعطاء إجابة واحدة صحيحة، والمهمات التباينية، التي تتطلب تكوين العديد من الإجابات التي تتنوع في صحتها. استُخدم نوعان من المهام التقاربية، الأولى هي اختبار المترابطات البعيدة، إذ تعطى المشترك ثلاث كلمات ويُطلب منه معرفة الكلمة التي ترتبط بها الكلمات الثلاث السابقة. النمط الثاني من مهام التفكير التقاربي كانت المسائل التبصرية، وهنا يُمنح المشترك في الاختبار بعض الحقائق السياقية ويوجه له سؤال يتطلب التفسير.
بالنسبة لاختبار المترابطات البعيدة، يحل المفكرون التقاربيون أكثر من خمس مسائل ترابطية بشكل صحيح، ثم يحلها بعد ذلك المفكرون التباينيون. أظهر هذا اختلافًأ هامًا في تحليل التباين، بالمقابل، عند التفكير بالمسائل التبصرية، حل المشاركون ذوو التفكير الترابطي مسائل تبصرية أكثر من مجموعة الشواهد، ولكن لم يظهر هناك أي اختلاف هام بين مستخدمي التفكير التقاربي والتبايني.
أما بالنسبة لمهام التفكير التبايني، رغم أن كل المهمات التباينية أظهرت ارتباطًا مع بعضها، لم يكن هناك ارتباط هام عند القيام بالاختبار بين
الشروط.

### المزاج
مع ازدياد الأدلة التي تقترح أن العواطف قادرة على التأثير على العمليات الإدراكية الباطنة، كشفت استطلاعات حديثة حدوث العكس أيضًا، إذ إن العمليات الإدراكية يمكن أن تؤثر أيضًا على مزاج الفرد. تشير الدراسات إلى أن التحضير للتفكير الإبداعي يحرض تأرجح المزاج اعتمادًا على نوع التفكير المستخدم في المهمة.